# Sturač benzoový
Sturač benzoový (Styrax benzoin), jinak též zvaný styrač benzoový nebo benzovník, je druh rostliny patřící do čeledi sturačovité (Styracaceae). Kromě domovského ostrova Sumatra je druhotně rozšířen v oblasti Sundských ostrovů, Zadní Indie a rovníkových oblastech Jižní Ameriky. Je pěstován pro pryskyřici, kterou poskytuje, zvanou sumatránská benzoe. Ta je vyvážena do celého světa pro její využití ve farmaceutickém, kosmetickém a potravinářském průmyslu.  

## Popis
Sturač benzoový je středně vysoký strom s řapíkatými střídavě uspořádanými listy. Tyto vejčitě kopinaté listy mohou být až přes 10 cm dlouhé, jejich spodní strana je běloplstnatá a okraje zubatě pilovité. Jeho vonné květy, vně bílé, uvnitř hnědočervené, jsou uspořádány ve stopkatých úžlabních hroznovitých květenstvích, latách. Květy jsou pravidelné, oboupohlavné. Skládají se ze zvonkovitého kalichu, nejčastěji pětičetné koruny ve tvaru nálevky, 8–10 jednobratrých tyčinek v kruhu a pestíku s vejčitým svrchním semeníkem složeného z 3–5 plodolistů. V každém pouzdře pestíku je jedno nebo několik dvouobalných anatropických vajíček. Plody jsou dřevnaté peckovice dorůstající velikosti cca 2–3 cm a připomínající drobná jablíčka. Semena mají endosperm.

## Výskyt
Sturač benzoový se vyskytuje především v asijských tropech a subtropech, původem je z ostrova Sumatra, kde dílem roste planě a dílem se pěstuje. Centrem produkce benzovníku jsou vrchoviny na severu Sumatry. Rozšířen je ovšem v celém souostroví Sundských ostrovů, ve kterém se Sumatra nachází, a v Zadní Indii. Mimo to je benzovník pěstovaný i v rovníkových oblastech v Jižní Americe. V jihovýchodní Asii rostou i další příbuzné druhy, podobně využíván je např. Styrax tonkinensis. Sturač benzoový původně roste v deštném pralese v oblastech se středními až vysokými teplotami, kde při srážkách v průměru za rok naprší okolo 1 500 mm vody. Na kratší období dokáže přežít i v extrémních teplotních podmínkách. Vhodná je pro něj vlhká, ale dobře odvodňovaná půda. 

## Využití

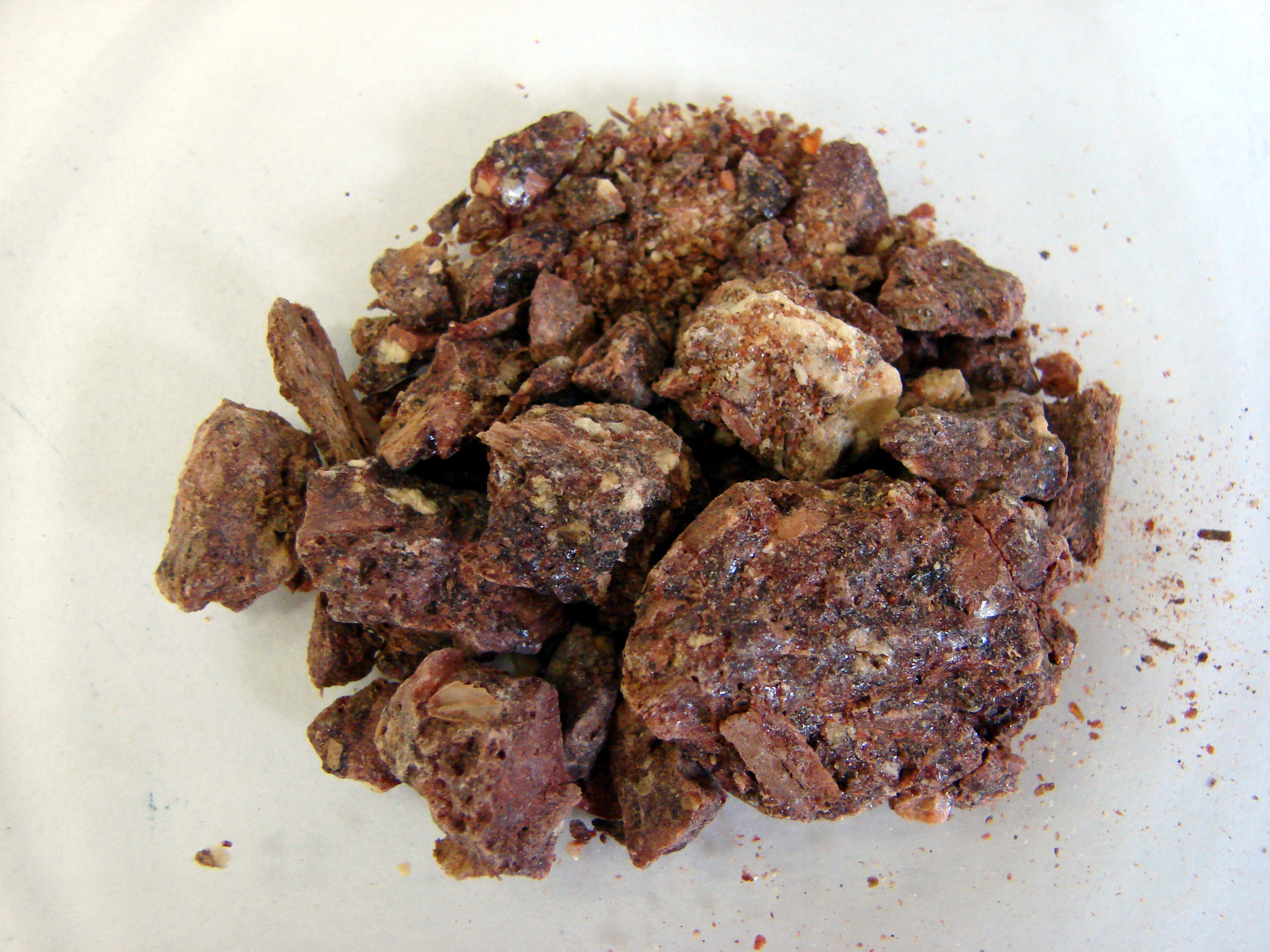
Pryskyřice sturače benzoového, sumatránská benzoe

Sturač benzoový produkuje mléčně bílou nebo žlutou tekutinu, ze které se po ztuhnutí stává pryskyřice zvaná sumatránská benzoe (jedna z variant styraxové pryskyřice). Pryskyřice je nasládlá a má silnou vůni připomínající vanilku. Získává se porušením kůry stromu. Stromy produkují přibližně 1,5–3 kg pryskyřice ročně s tím, že nejkvalitnější produkt poskytují, když jsou jen několik let staré. To je důvod, proč jsou na plantážích staré stromy nahrazovány novými. Kvalitu pryskyřice však ovlivňuje mnoho dalších faktorů, jako jsou geografická poloha, teplotní podmínky, genetika atd. 
Produkce stromů je omezena dostupností semen, navíc je potomstvo vypěstované ze semen variabilní a nemusí poskytovat stejně kvalitní produkt jako rodičovská rostlina. Proto probíhají experimenty s cílem o klonální rozmnožování stromů. Ze získaných sazenic bude možné vysazením přispět k zachování sturačových lesů a i produkci kvalitní pryskyřice. Je možné vypěstovat sazeničky z kalusu z mladých lístků rostliny. 
Pryskyřice je využívána v lékařství, kosmetice, parfumerii a už od dávných dob je vyvážena do různých oblastí celého světa. Z benzoe se vyrábí oleje s hojivými a zkrásňujícími účinky. Oleje se využívají i v potravinářském průmyslu. Mimo výrobu olejů benzoe slouží jako dezinfekce a léčivo, hojivý efekt má například na kožní potíže, jako jsou ekzémy, suchá kůže apod. Kromě toho má příznivý vliv i na dýchací problémy a vyrábí se z ní produkty, které ulevují od stresu a mají zlepšovat psychické zdraví. Mimo jiné se také na mnoha územích používá při náboženských ceremoniálech. Když se pryskyřice zapálí, vydává charakteristickou sladkou vůni. Sumatránská benzoe obsahuje kromě benzoresinu a volné kyseliny benzoové také kyselinu skořicovou, která pryskyřici po ztuhnutí dodává typickou červenohnědou barvu. Kromě sumatránské benzoe je další významnou, na trhu také dostupnou pryskyřicí siamská benzoe, kterou poskytuje především blízce příbuzný Styrax tonkinensis. Ta je oblíbenější a více ceněná než sumatránská benzoe. Pryskyřici, využívanou k podobným účelům jako sumatránská a siamská benzoe, ovšem poskytují i další druhy sturačů, například je možné zakoupit produkty z pryskyřice v Evropě rostoucího Styrax officinalis.